# Li Keqiang
Dans ce nom, le nom de famille, Li, précède le nom personnel.
Pour les articles homonymes, voir Li.
Li Keqiang (chinois simplifié : 李克强 ; chinois traditionnel : 李克強 ; pinyin : Lǐ Kèqiáng), né le 1er juillet 1955 à Hefei (province de l'Anhui) et mort le 27 octobre 2023 à Shanghai, est un homme d'État chinois. 
Il est le Premier ministre de la république populaire de Chine du 15 mars 2013 au 11 mars 2023.

## Biographie

### Jeunesse et formation
En mars 1974, lors de la révolution culturelle, Li Keqiang est envoyé à la campagne dans le cadre du mouvement d'envoi des zhiqing. Il est reçu dans un village à proximité proche du lieu de naissance de sa mère et dans un district que son père a dirigé dans les années 1950.
À l'université de Pékin, il s'intéresse aux idées libérales et démocratiques. Il décroche un diplôme de droit et un doctorat en économie.

### Carrière politique

#### Organisations de jeunesse
En 1980, Li Keqiang est élu secrétaire de la Ligue de la jeunesse communiste de l'université de Pékin. Il intègre en 1982 le secrétariat de la Ligue de la jeunesse communiste, où il côtoie Hu Jintao, dont il est secrétaire général de 1993 à 1998. Ce dernier envisagera plus tard, un temps, d'en faire son successeur à la tête du pays.

#### Ascension politique et déclin
En juin 1988, Li Keqiang est le plus jeune gouverneur du pays, à la tête de la province du Henan. Il est ensuite nommé secrétaire du comité du Parti communiste de la province du Liaoning. 

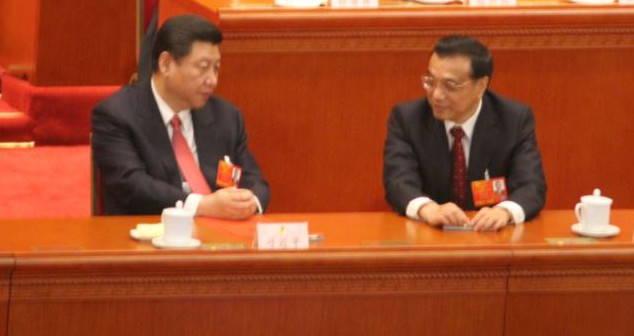
Xi Jinping et Li Keqiang en 2011.

En octobre 2007, il est élu au comité permanent du bureau politique, avant d'être élu en mars 2008 vice-Premier ministre par l'Assemblée nationale populaire. À ce titre, il succède à Wen Jiabao au poste de Premier ministre, le 15 mars 2013.
Au cours d’une rare visite au Tibet en 2018, il demande aux hiérarques bouddhistes de défendre l’unité ethnique, un euphémisme pour appeler à une loyauté sans faille pour le parti communiste chinois.
Comptant parmi les dirigeants chinois les plus diplômés depuis 1949, il dispose cependant de peu de marges de manœuvre par rapport à Xi Jinping. Par ailleurs, note le sinologue Jean-Pierre Cabestan, bien que Li Keqiang soit officiellement le numéro deux du régime, « beaucoup de pouvoirs ont été transférés vers des groupes dirigeants du PCC présidé par Xi Jinping, dont celui sur les finances et l'économie et celui sur l'approfondissement de l'ensemble des réformes ».
Sa marginalisation se confirme à l'issue du XXe congrès du PCC en octobre 2022. Il est en effet annoncé que Li Qiang, proche collaborateur de Xi Jinping, lui succèderait en mars 2023.

### Mort
Le soir du 26 octobre 2023, en vacances à Shanghai, Li Keqiang est victime d'une crise cardiaque alors qu'il se baignait dans la piscine d'un hôtel. Transporté d'urgence à l'hôpital, il meurt le 27 octobre à 00:10, à l'âge de 68 ans,,,.

## Positions politiques
Li Keqiang est l'un des défenseurs du concept de société harmonieuse développé par l'ancien président Hu Jintao.